# Rotorflug
Rotorflug ist eine deutsche Fluggesellschaft mit Sitz in Friedrichsdorf in Hessen. In Friedrichsdorf befinden sich weiterhin die Unternehmenszentrale und der Technikstandort. Sie war Mitglied im Deutschen Hubschrauberverband.

## Geschichte
Rotorflug wurde 1972 gegründet. Von 1993 bis 2019 betrieb sie in Zusammenarbeit mit der Johanniter-Unfall-Hilfe einen Intensivtransporthubschrauber am Südstadt-Klinikum in Rostock, der 24 Stunden einsatzbereit war. Im Jahr 2009 wurde auf Mallorca eine Tochtergesellschaft mit dem Namen rotorflug helicopters SL gegründet.

## Dienstleistungen
Rotorflug führt von ihren Stationen hauptsächlich Arbeitsflüge wie Überwachungsflüge an Hochspannungsleitungen und Pipelines sowie Charterflüge durch.
Außerdem kann man bei Rotorflug die Privatpilotenlizenz (PPL-H) für den Hubschrauber erwerben. Die Instandhaltung der Hubschrauber erfolgt in der Werft in Friedrichsdorf, die auch als AgustaWestland Service Center genehmigt ist.
Im Oktober 2019 wurde die Insolvenz der Rotorflug beantragt, seit dem 24. Oktober 2019 ist ein Insolvenzverwalter bestellt. Das Insolvenzverfahren wurde am 18. September 2020 beendet. Die Gesellschaft wird durch die übernehmenden Eigentümer Heli Transair fortgesetzt. Alle Arbeitsplätze konnten erhalten werden.

## Standorte
Deutschland
- Friedrichsdorf (Zentrale)
- Flugplatz Egelsbach
- Flugplatz Kiel-Holtenau
- Flugplatz Koblenz-Winningen
- Kaiserslautern (Vertriebsbüro)
- Mauern

### Ehemalige Standorte
Deutschland
- Flugplatz Diepholz
- Rostock

Spanien
- Aeródromo de Son Bonet (Palma de Mallorca)

## Flotte
Mit Stand August 2022 besteht die Flotte der Rotorflug aus 11 Hubschraubern:
| Hubschraubertyp             | Anzahl | bestellt | Anmerkungen | Sitzplätze |
| --------------------------- | ------ | -------- | ----------- | ---------- |
| AgustaWestland AW109A Mk II | 01     |          |             | 6          |
| Bell 206B-3                 | 07     |          |             | 4          |
| Robinson R44                | 03     |          |             | 3          |
| Gesamt                      | 11     | –        |             |            |

## Zwischenfälle
- Am 25. August 2019 stürzte ein Rotorflug-Hubschrauber des Typs Bell 206L-3 LongRanger (Luftfahrzeugkennzeichen D-HOTT) auf Mallorca nach der Kollision mit einem Ultraleichtflugzeug nahe der Stadt Inca ab, wobei insgesamt 7 Personen ums Leben kamen.[8]